# Джеси Джексън
Джеси Луис Джексън-старши (на английски: Jesse Louis Jackson, Sr.) е американски активист за граждански права и баптистки пастор.
Кандидатира се за президентската номинация на Демократическата партия през 1984 и 1988 г., а в периода 1991-1997 е „сенатор в сянка“ на Вашингтон, окръг Колумбия.
Джексън е основател на People United to Save Humanity (PUSH) и National Rainbow Coalition, като и двете са организации с нестопанска цел, които се сливат през 1996 г. Баща е на Джеси Джексън-младши (р. 1965), който се занимава с политика.
Роден е на 8 октомври 1941 г. в бедно семейство в Грийнвил, Южна Каролина.
1. ↑  crsreports.congress.gov